# Inicijalni volumen distribucije
Inicijalni volumen distribucije je farmakološki termin koji se koristi za kvantifikaciju distribucije leka u telu relativno skoro nakon oralnog ili intravenoznog doziranja leka, i pre nego što lek dostigne ravnotežno stanje. Nakon raspodele leka, merenje krvnog nivoa daje indikaciju prividnog volumena distribucije. Izračunavanje inicijalnog volumena distribucije se vrši na isti način kao i kod prividnog. 
Inicijalni volumen distribucije je definisan jednačinom:
{\displaystyle {V_{D}}={\frac {\mathrm {Q} }{\mathrm {C_{p}} }}}
gde je:
- = totalna količina leka u telu po jedinic mase tela (kg), tj. doza
- = koncentracija leka u plazmi

Doza leka koja je neophodna da bi ostvarila potrebna koncentracija u plazmi se može izračunati, ako je poznata  vrednost. Taj parameter nije fiziološka vrednost, nego je prvenstveno zavistan od načina na koji je se lek raspodeljuje u telu kao funkcija fizikohemijskih svojstava, npr. rastvorljivosti, naelektrisanja, veličine molekula, itd. 
Volumen distribucije se tipično izražava u (ml ili l)/kg telesne težine.  kod dece je tipično veći nego kod odraslih, mada su deca manja i lakša. Promene telesne kompozicije sa godinama uzrokuju smanjenje  vrednosti.
 se takođe može koristiti za određivanje brzine kojom lek prelazi u tkivne kompartmane iz krvi:
{\displaystyle {V_{D}}={V_{P}}+{V_{T}}\left({\frac {fu}{fu_{t}}}\right)}
gde je:
- = zapremina plazme
- = očevidna zapremina tkiva
- = nevezana frakcija u plazmi
- = nevezana frakcija u tkivu